# Episodi di Crimini (prima stagione)
La prima stagione della serie televisiva Crimini andò in onda in prima visione su Rai 2 tra il 2006 e il 2007.
| nº | Titolo                 | Prima TV Italia  |
| -- | ---------------------- | ---------------- |
| 1  | Troppi equivoci        | 6 dicembre 2006  |
| 2  | Il covo di Teresa      | 13 dicembre 2006 |
| 3  | Rapidamente            | 20 dicembre 2006 |
| 4  | Terapia d'urto         | 27 dicembre 2006 |
| 5  | Il bambino e la befana | 3 gennaio 2007   |
| 6  | Morte di un confidente | 12 gennaio 2007  |
| 7  | L'ultima battuta       | 31 agosto 2007   |
| 8  | Disegno di sangue      | 21 dicembre 2007 |

## Troppi equivoci
- Tratto dall'omonimo racconto di  Andrea Camilleri, Troppi equivoci, in Giancarlo De Cataldo (a cura di), Crimini, Torino, Einaudi, 2005,  pp. 239-278, ISBN 978-88-06-17576-4.
- Diretto da: Andrea Manni
- Scritto da: Andrea Camilleri, Rocco Mortelliti, Carla Vangelista
- Ambientazione: Catania

### Trama
Una domenica mattina a Catania, Bruno Costa, dipendente di una società telefonica, va a casa di Anna Zanchi, la donna di cui è perdutamente innamorato, e trova il suo cadavere massacrato. Temendo di essere accusato dell'omicidio, Bruno scappa. Sul luogo del delitto arriva il commissario di polizia Giacomo Chimenti, a cui sono affidate le indagini; il suo vice Valeria Airoldi è una poliziotta molto determinata.
A questo punto la narrazione ritorna indietro di due giorni: è il tardo pomeriggio di un venerdì, e Bruno viene mandato a riparare il telefono di Anna, una giovane traduttrice che ha divorziato dal marito a causa dei continui tradimenti di lui. Tra Bruno e Anna è amore a prima vista. Entrambi si sentono felici, ma purtroppo il destino è molto crudele con loro: la loro vita si intreccia con quella di Tony Mancuso, un noto boss mafioso che Chimenti vorrebbe mandare in galera, e con quella di Anselmi, pericoloso scagnozzo cocainomane di Tony; la cosca mafiosa di Mancuso è sulle tracce di un certo Bruno Zanchi, mafioso che non ha nessuna parentela né con Bruno né con Anna.
- Interpreti: Giuseppe Fiorello (Bruno Costa), Claudia Zanella (Anna Zanchi), Antonio Catania (Giacomo Chimenti), Marica Coco (Valeria Airoldi), Loris Loddi (Anselmi), Riccardo Angelini (Umberto Dominici), Gilberto Idonea (Tony Mancuso)
- Ascolti Italia: telespettatori 3.321.000 – share 12,81%[1]

## Il covo di Teresa
- Tratto dall'omonimo racconto di  Diego De Silva, Il covo di Teresa, in Giancarlo De Cataldo (a cura di), Crimini, Torino, Einaudi, 2005,  pp. 95-132, ISBN 978-88-06-17576-4.
- Diretto da: Stefano Sollima
- Scritto da: Diego De Silva, Giovanna Koch
- Ambientazione: Napoli

### Trama
A Napoli arriva Luigi Reale, un giovane carabiniere che deve prendere servizio nella stessa caserma dove anni prima lavorava suo nonno, un noto Reale, morto per compiere il suo dovere. Nello stesso giorno avviene una rapina all'ufficio postale, e uno dei tre malviventi spara ad un carabiniere in pensione, e lo ferisce in maniera gravissima. Le indagini sul gravissimo episodio vengono affidate al Capitano Pianura, il comandante della caserma di cui Luigi fa ora parte a tutti gli effetti. I rapinatori da catturare sono tre: due ragazzi e una ragazza. Grazie alle telecamere di sorveglianza, Reale e Pianura arrestano subito uno dei colpevoli, il quale si dichiara innocente e si rifiuta di collaborare. La ragazza invece riesce per il momento a mettersi in fuga, mentre l'altro rapinatore, di nome Marco Portosalvo, torna a casa credendo di non essere stato ripreso, ma quando sente che Pianura sta interrogando suo padre, decide di rifugiarsi a casa di Teresa, una signora di mezza età che abita nello stesso palazzo.
Quando Marco non può più trovare scuse, estrae la pistola e minaccia Teresa. La donna inizialmente è turbata e obbedisce solo per paura, ma poi, con il passare delle ore, inizia ad aiutarlo per un sentimento materno; Marco non ha più nemmeno bisogno di minacciarla, perché Teresa infatti gli vuole bene. Marco racconta la verità a Teresa, e cioè che lui ha sparato su una delle telecamere, mentre a sparare al carabiniere è stata la ragazza, che ora è in fuga e vorrebbe contattare Marco.
- Interpreti: Lina Sastri (Teresa Cardito), Pietro Taricone (Marco Portosalvo), Fausto Paravidino (Carabiniere Reale), Gaetano Amato (Capitano Pianura), Antonia Truppo, Augusto Zucchi (Colonnello), Ninì Bruschetta (Merli), Roberta Spagnuolo, Carmine Recano, Alma Manera, Raffaella Iliceto, Francesco Di Leva, Peppe Lanzetta, Patrizio Rispo (Portosalvo)
- Ascolti Italia: telespettatori 3.505.000 – share 13,92%[2]

## Rapidamente
- Diretto da: Antonio Manetti, Marco Manetti
- Scritto da: Carlo Lucarelli, Giampiero Rigosi
- Ambientazione: Bologna

### Trama
A Bologna, Elisa lavora per una ditta farmaceutica, e, essendo laureata in chimica, il suo compito è studiare una molecola per un nuovo farmaco; Elisa ha tre amiche che le vogliono bene e vorrebbero che lei si divertisse di più. In questo periodo, però, la giovane è preoccupata perché ha l'impressione che qualche sconosciuto sia entrato in casa sua e le abbia spostato gli occhiali e re-impostato l'orario della sveglia. Marco è un buttafuori, che a causa del suo carattere irascibile e del suo fisico aitante, viene soprannominato "bestione". Marco ed Elisa sono vicini di casa, ma non si sono mai frequentati. Alla fine si frequenteranno spesso
. Ora un criminale senza scrupoli vuole costringere Elisa a manipolare quella molecola, e si serve dell'aiuto di Vesna, una giovane straniera esperta di arti marziali, che si comporta come un animale fedele al suo padrone.
- Interpreti: Gabriella Pession (Elisa), Gabriele Mainetti (Marco), Antonino Iuorio (Develos), Maura Leone, Nicoletta Amaduzzi (Vesna), Barbara De Nuntis (amica di Elisa), Andrea Roncato (Mattei), Diego Conte, Marco Cortesi, Matteo Tosi (proprietario del night club),
- Ascolti Italia: telespettatori 3.074.000 – share 12,61%[3]

## Terapia d'urto
- Diretto da: Monica Stambrini
- Scritto da: Giorgio Faletti, Claudio Corbucci
- Ambientazione: Isola d'Elba

### Trama
Roberto ha 30 anni, vive a Genova insieme a sua madre, e soffre di ansia e attacchi di panico. Sua madre, poco prima di morire, lo chiama Nicola. Roberto vuole scoprire di chi si tratta, e per questo motivo decide di partire per l'Isola d'Elba, il suo luogo di nascita. Durante il viaggio in traghetto, l'uomo conosce Marina, sua coetanea, e ha un nuovo attacco di panico. Arrivato sull'isola, scopre che Nicola era suo fratello, e che venne brutalmente assassinato poco prima che lui nascesse. Allora Roberto telefona subito a suo padre, che vive all'estero, e gli chiede per quale ragione in tanti anni non ha mai saputo niente dell'infanticidio di Nicola. Il padre gli rivela che fu la madre, subito dopo il tragico fatto, a voler andare via dall'Isola d'Elba per ricominciare una nuova vita insieme all'altro figlio che stava per nascere.
Marina fornisce a Roberto dei documenti riguardanti l'infanticidio avvenuto più di trenta anni prima: sarebbe stato il padre di Marina, all'epoca vicino di casa della madre di Roberto, a uccidere Nicola per poi suicidarsi. Roberto, la cui salute è già precaria, rimane profondamente turbato, ma Marina è convinta che sia Nicola e sia suo padre siano stati assassinati perché avevano visto qualcosa che non dovevano vedere. Marina propone a Roberto di indagare insieme, visto che le forze dell'ordine hanno già archiviato da anni il caso. Roberto accetta non senza esitazioni, e ora dovrà fare i conti sia con il suo passato e sia con gli attacchi di panico.
- Interpreti: Samuela Sardo (Marina), Rolando Ravello (Roberto), Sergio Fiorentini (Enzo Gargani), Luis Molteni (dottor Benelli), Marino Masè (Bernardini), Enzo Vitagliano (Barboni), Ottaviano Dell'Acqua (Paco Leoni), Mattia Kopainig (Nicola), Laura Mazzi (Francesca Barboni), Massimo Mirani (Santini), Raffaella Panichi (Giulia Gargani), Giancarlo Ratti (prete), Marco Zannoni (ispettore)
- Ascolti Italia: telespettatori 2.555.000 – share 10,26%[4]

## Il bambino e la befana
- Tratto dal racconto di  Giancarlo De Cataldo, Il bambino rapito dalla Befana, in Giancarlo De Cataldo (a cura di), Crimini, Torino, Einaudi, 2005,  pp. 305-356, ISBN 978-88-06-17576-4.
- Diretto da: Manetti Bros.
- Scritto da: Giancarlo De Cataldo, Salvatore Marcarelli
- Ambientazione: Roma

### Trama
Una mattina di inizio gennaio a Roma, una direttrice di banca di nome Laura porta suo figlio Carletto a piazza Navona e mentre il piccolo gioca al tiro al bersaglio, Laura riceve una telefonata da Giangilberto, un giornalista che in questo periodo ha una relazione con lei, e si allontana; una ragazza di nome Adriana, travestita da befana, si avvicina al bambino e lo porta via con sé. È un sequestro di persona, ma Adriana si comporta in maniera affettuosa e materna con il piccolo Carlo, il quale non comprende la situazione ed è gentile ed estroverso.
Laura intanto si fa prendere dal panico: ha ricevuto una telefonata da un bandito slavo che gli ha ordinato di non chiamare la polizia e di pagare un riscatto di 100.000 euro se vuole riabbracciare suo figlio. Il bandito slavo non conosce nemmeno la giovane Adriana: è stato infatti proprio Giangilberto ad organizzare il rapimento. Carlo e Adriana incontrano Vitas, un giovane immigrato che si fa accompagnare dal suo inseparabile cane di nome mamma Irina. Vitas si dimostra subito un ragazzo buono e coraggioso, perché difende Adriana dalle molestie di un viscido uomo; Adriana infatti è una prostituta, e Giangilberto, suo cliente, le ha affidato l'incarico di portare Carlo in giro per Roma.
Quel bandito slavo lavora invece nell'organizzazione criminale capeggiata dal Turco, un delinquente senza scrupoli che, qualche giorno prima, aveva vinto contro Giangilberto una partita a poker. Giangilberto non ha i soldi per pagare il suo debito, e quindi ha organizzato il sequestro di Carletto allo scopo di salvare la sua vita.
- Interpreti: Ivan Franek (Vitas), Elisabetta Rocchetti (Adriana), Giuliana De Sio (Laura), Damir Todorovic (slavo), Genti Kame (Mirko), Nicolò Diana (Carlo), Enzo Salvi (Turco), Giampaolo Morelli (Giangilberto), Simone Colombari (Gerardo), Gianluigi Del Forno, Carlotta Facchini, Susanna Gecchele, Antonio Pugliese, Corrado Scalia, cane Max
- Ascolti Italia: telespettatori 3.161.000 – share 12,68%[5]

## Morte di un confidente
- Tratto dall'omonimo racconto di  Massimo Carlotto, Morte di un confidente, in Giancarlo De Cataldo (a cura di), Crimini, Torino, Einaudi, 2005,  pp. 49-94, ISBN 978-88-06-17576-4.
- Diretto da: Antonio Manetti, Marco Manetti
- Scritto da: Massimo Carlotto, Nicola Lusuardi, Tommaso Capolicchio
- Ambientazione: Padova

### Trama
A Padova vive e lavora un poliziotto di nome Pietro Campagna, che usa dei modi molto bruschi nelle indagini. Pietro è tormentato dal suo passato: una sua confidente venne uccisa perché lui non aveva saputo mantenere la copertura, e sua moglie Gaia scoprì che tra di loro c'era anche una relazione, e per questo motivo lo lasciò. Pietro ha deciso di non avere più a che fare con i confidenti, per non ritrovarsi altri morti sulla coscienza. Ma il suo commissariato è impegnato nelle indagini su un traffico internazionale di droga in cui è coinvolta una pericolosissima organizzazione criminale proveniente dall'Europa dell'Est, e dunque Veronesi, un superiore di Pietro, ordina a quest'ultimo di contattare un certo Ortiz, un pregiudicato che era stato già suo informatore in passato. Pietro non vorrebbe assolutamente mettere in pericolo un'altra vita umana, ma gli ordini non si possono discutere. Pietro allora inizia a riconquistarsi la fiducia di Ortiz. Intanto Amelia, poliziotta che lavora nello stesso commissariato di Pietro, inizia un rapporto di sincera amicizia con lui, anche se non dura molto.
- Interpreti: Rodolfo Corsato (Pietro Campagna), Debora Caprioglio (Gaia), Chiara Conti (Amelia), Genti Kame (Persen), Fulvio Falzarano (Ortiz), Alisa Bystrova (Mara), Fabio Galli (Gaetano Fiore), Giancarlo Previati, Remo Girone (Veronesi)
- Ascolti Italia: telespettatori 1.704.000 – share 6,82%[6]

## L'ultima battuta
- Tratto dall'omonimo racconto di  Sandrone Dazieri, L'ultima battuta, in Giancarlo De Cataldo (a cura di), Crimini, Torino, Einaudi, 2005,  pp. 185-238, ISBN 978-88-06-17576-4.
- Diretto da: Federica Martino
- Scritto da: Sandrone Dazieri, Andrea Garello
- Ambientazione: Milano

### Trama
A Milano, Samuele, ex alcolista, è proprietario di un locale di cabaret e vive nel continuo ricordo del periodo in cui era un noto attore comico: faceva coppia con l'amico Luca, i due avevano successo ed erano inseparabili. Poi però, le loro strade si divisero: oltre alle incomprensioni tra i due comici, il motivo della fine dell'amicizia fu il fatto che Luca era riuscito a fare innamorare Caterina, la fidanzata di Samuele, il quale nel frattempo aveva iniziato a bere alcol in continuazione. Sono passati otto anni, durante i quali Samuele non ha più avuto nessun contatto con Luca e Caterina, ed è riuscito anche a smettere di bere. Luca invece si è sposato con Caterina ed ha fatto carriera nel mondo dello spettacolo.
Una sera, la polizia ritrova il cadavere di Luca, e Caterina viene arrestata: lei e suo marito infatti, usavano sempre più spesso la cocaina, e la polizia sostiene che lei abbia assassinato Luca in un momento in cui ha perso lucidità per via della droga.
L'avvocato di Caterina crede fermamente nell'innocenza della sua assistita, e si rivolge a Samuele, chiedendogli di frequentare gli ambienti dello spettacolo per cercare di scoprire chi è il vero colpevole. Samuele, che credeva di essersi lasciato alle spalle la sua ex-fidanzata e il suo ex-amico, inizialmente non vuole aiutarlo, ma poi cambia idea e accetta. Inizia così ad indagare, cercando di sapere come era l'ultimo periodo della vita di Luca; scopre così che Luca usava la cocaina in maniera smodata, e che picchiava Caterina, la quale si drogava anch'ella, e la tradiva con diverse ragazze cocainomani conosciute nell'ambiente di lavoro.
Oltre a questa sorta di indagine non autorizzata, Samuele è alle prese con un nuovo amore, quello con Lisa, un'avvenente barista che sta crescendo da sola il figlioletto dodicenne. Quest'ultimo sogna di fare il comico, e sua madre lo asseconda e lo aiuta, perché ritiene che suo figlio ha davvero il talento e la stoffa per realizzare il suo sogno.
- Interpreti: Francesco Salvi (Samuele), Stefania Orsola Garello (Lisa), Francesco Foti (Luca), Flaminia Parnasi (Caterina), Edoardo Baietti (Alberto), Mauro Pirovano (Marcello), Massimo De Lorenzo (Mauro), Stefano Antonucci (direttore della balera), Paolo Pierobon (Mirko), Franco Oppini (Bruto), Niccolò Centioni
- Ascolti Italia: telespettatori 946.000 – share 4,92%[7]

## Disegno di sangue
- Diretto da: Gianfranco Cabiddu
- Scritto da: Marcello Fois, Giancarlo De Cataldo
- Ambientazione: Cagliari

### Trama
Il commissario di polizia Giacomo Curreli viene trasferito per l'ennesima volta: dopo essere stato a Civitavecchia, ora prende servizio a Cagliari. Qui conosce l'ispettore Laura Bertini, una donna forte e tenace, e, secondo alcune dicerie, omosessuale.
A Cagliari avviene un omicidio: l'anziana e benestante signora Marcucci viene trovata senza vita nella sua casa dalla donna delle pulizie. Per Curreli è la prima indagine in Sardegna, ma anche qui l'ambiente lavorativo non è dei migliori: i suoi colleghi sono diffidenti nei suoi confronti, mentre con Laura sembra nascere un'amicizia. Giacomo cerca di ricomporre i tasselli dell'assassinio: l'arma del delitto è un candelabro di proprietà della vittima, la quale era in cattivi rapporti con il vicino di casa, un pittore pregiudicato di nome Fabio Porzio. La porta della casa della signora Marcucci era blindata e non tutti potevano accedervi dall'esterno. Giacomo interroga l'ingegnere Crescioni, un ricco e potente imprenditore, nipote di primo grado della vittima. Crescioni spiega che tra Porzio e sua zia non correva buon sangue perché Porzio occupava abusivamente la casa di sua proprietà e faceva rumore con la musica ad alto volume; Crescioni allora aveva proposto a Porzio di chiedere scusa alla signora, in cambio di un nuovo alloggio, e Porzio aveva accettato. Questa versione dei fatti giustifica il ritrovamento di uno strano quadro dipinto proprio da Porzio vicino al cadavere della vittima. De Pisis, un superiore di Curreli, ritiene che il colpevole sia proprio Fabio Porzio, il quale avrebbe lasciato il suo quadro come firma del delitto. Fabio ha diversi precedenti per reati minori, e nei suoi quadri il tema dominante è sempre il sangue; molti critici lo ritengono un pazzo, e inoltre non andava per niente d'accordo con la vittima. Sembra il colpevole perfetto.
- Interpreti: Andrea Renzi (Giacomo Curreli), Barbara Livi (Laura Bertini), Guido Caprino (Fabio Porzio), Francesco Siciliano (De Pisis), Eva Deidda (Elisa Pinna), Valeria Sabel (Elena Marcucci), Gioele Dix (Edmondo Crescioni), Carlo Angioni (Bossu), Giuseppe Boy (Angioni), Lia Careddu (Gavina), Giacomo Casti (Leo Leccis), Carlo Fenu (Cavasin), Giampaolo Loddo (allenatore), Fabio Marceddu (Regina), Angelo Pireddu (Marongiu), Fausto Siddi (don Mascia)
- Ascolti Italia: telespettatori 1.713.000 – share 6,92%[8]